# Outland
Outland er en del af en planet i det store Warcraft-univers. Outland var engang en planet med navnet Draenor. Men en dag skete det at den ekploderede. Man ved ikke hvad der skete med de andre stumper. Man ved kun hvad der skete med den del der bliver kaldt for Outland. Den planlagte udvidelsespakke Warlords of Draenor, vil foregå i en alternativ tidslinje på planeten Draenor, før den eksploderede.

## Outland
Outland er det nye kontinent man kan besøge i det Masive-Multi-Online-Rollespil (MMORPG) World of Warcraft. Man kan kun komme til dette kontinent hvis man har købt udvidelses-pakken The Burning Crusade.
Hellfire Peninsula er det eneste land fra Outland man møder i Warcraft1-3 spillene. Det er først i World of Warcraft udvidelsen, at man ser alle de andre lande for første gang.
Outland består af følgende lande :
- Hellfire Peninsula
- Zangarmarsh
- Terokkar Forest
- Nagrand
- Blade's Edge Mountains
- Netherstorm
- Shadowmoon Valley

## Hellfire Peninsula
Level:
58-63
Byer:
- Honor Hold
- Temple of Sha'naar
- Thrallmar
- Falcon Watch

Dungeon/Instances:
Hellfire Citadel
Hellfire Ramparts (Level 60-62 monstere, til 5 spillers grupper)
Bosses: Watchkeeper Gargolmar – Vazruden & Nazan – Omor the Unscarred
Blood Furnace (Level 61-63 monstere, til 5 spillers grupper)
Bosses: The Maker – Broggok – Keli'dan the Breaker
The Shattered Halls (Level 70-72 monstere, til 5 spillers grupper)
Bosses: Grand Warlock Nethekurse – Blood Guard Porung – Warbringer O'mrogg – Kargath Bladefist
Magtheridon's Lair (Level 70+, til 25 spiller raid, i stil med Onyxia's Lair) 
Boss: Magtheridon
Hellfire Peninsula er et land af rent ørken. Her lå engang mange "Dark Portals" (Mørke Portaler) som den store Pit Lord Magtheridon brugte til at trasportere dæmoner igennem. Men en dag kom den landsforviste Dæmon/Night Elf (Natteelver) Illidan Stormrage og Blood Elves (Blodelvernes) prins Kael'thas og Nagernes dronning Lady Vashj og forseglede alle portalerne og dræbte Magtheridon. Illidan fik herefter hele herredømmet over Outland.

## Zangarmarsh
Level:
60-64

Byer:
- Telredor
- Orebor Harborage
- Swamprat Post
- Zabra'jin
- Cenarion Refuge
- Sporeggar

Dungeon/Instances:
Coilfang Reservoir
The Slave Pens (Level 62-64 monstre, til 5 spillers grupper)
Bosses: Mennu the Betrayer – Rokmar the Crackler – Quagmirran
The Underbog (Level 63-65 monstre, til 5 spillers grupper)
Bosses: Hungarfen – Ghaz'an – Swamplord Musel'ek – The Black Stalker
The Steamvault (Level 70-72 monstre, til 5 spillers grupper)
Bosses: Hydromancer Thespia – Mekgineer Steamrigger – Warlord Kalithresh
Serpentshrine Cavern (Level 70+, til 25 spillers raid)
Bosses: Hydross the Unstable – The Lurker Below – Leotheras the Blind
Fathom-Lord Karathress – Morogrim Tidewalker – Lady Vashj

## Terokkar Forest
Level:
62-65
Byer:
- Allerian Stronghold
- Stonebreaker Hold
- Shattrath City (Outlands hovedstad)

Dungeon/Instances:
Auchindoun
Mana-Tombs (Level 64-66 monstre, til 5 spillers grupper) (den nordlige indgang)
Bosses: Pandemonius – Tavarok – Yor – Nexus-Prince Shaffar
Auchenai Crypts (Level 65-67 monstre, til 5 spillers grupper) (den vestlige indgang)
Bosses: Shirrak the Dead Watcher – Exarch Maladaar
Sethekk Halls (Level 67-69 monstre, til 5 spillers grupper) (den østlige indgang)
Bosses: Darkweaver Syth – Anzu – Talon King Ikiss
Shadow Labyrinth (Level 70-72 monstre, til 5 spillers grupper) (den sydlige indgang)
Bosses: Ambassador Hellmaw – Blackheart the Inciter – Grandmaster Vorpil – Murmur

## Nagrand
Level:
64-67

Byer:
- Telaar
- Garadar
- Aeris
- Halaa

Dungeon/Instances:
Ingen

## Blade's Edge Mountains
Level:
65-68

Byer:
- Sylvanaar
- Thunderlord Stronghold
- Gronn'bor Shrine

Dungeon/Instances:
Gruul's Lair (Level 70+ monstre, til 25 spillers Raid)
Bosses: High King Maulgar – Gruul

## Netherstorm
Level:
67-70

Byer:
- Area 52
- The Stormspire

Dungeon/Instances:
Tempest Keep
The Mechanar (Level 69-72 monstre, til 5 spillers grupper). 
Bosses:
First Layer Bosses: Gatewatcher Gyro-Kill, Gatewatcher Iron-Hand, Mechano-Lord Capacitus
Second Layer Bosses: Nethermancer Sepethrea, Pathaleon the Calculator
The Botanica (Level 70-72 monstre, til 5 spillers grupper).
Bosses: Commander Sarannis, High Botanist Freywinn, Thorngrin the Tender, Laj, Warp Splinter
The Arcatraz (Level 70-72 monstre, til 5 spillers grupper)
Bosses: Zereketh the Unbound, Wrath-Scryer Soccothrates, Dalliah the Doomsayer, Warden Mellichar Event. The Warden Mellichar                                          Event include the spawn of: random boss (70+) – Millhouse Manastorm (friendly gnome) - random boss (72+) – random boss (72+) – Harbinger Skyriss
The Eye (Level 70+, til 25 spillers raid)
Bosses: Al'ar, Void Reaver, High Astromancer Solarian, Kael'thas Sunstrider

## Shadowmoon Valley
Level:
67-70

Byer:
- Wildhammer Stronghold
- Shadowmoon Village
- Ancient Draenei Base

Dungeon/Instances:
Black Temple (Raid)